# Algériában történt légi közlekedési balesetek listája
Az Algériában történt légi közlekedési balesetek listája mind a halálos áldozattal járó, mind pedig a kisebb balesetek, meghibásodások miatt történt, gyakran csak az adott légiforgalmi járművet érintő baleseteket is tartalmazza évenkénti bontásban.

## Algériában történt légi közlekedési balesetek

### 2014
- 2014. február 11., Ain Kercha közelében. Az Algériai Légierő Lockheed C–130 Hercules típusú katonai szállító repülőgépe 74 fő utassal és 4 fő személyzettel a fedélzetén lezuhant. A balesetben 77-en vesztették életüket, egy fő túlélte.[1][2]

### 2018
- 2018. április 11., Bufarik Légitámaszpont közelében. Az Algír Légierő egyik Il–76 típusú repülőgépe lezuhant. A tragédiában 257-en veszítették életüket.[3]

### 2020
- 2020. január 28. Oum El Bouaghi tartomány. Az Algériai Légierő 121. repülő századának Szu-30 típusú bombázója lezuhant. A gép két pilótája életét vesztette a balesetben.[4]